# Force athlétique aux Jeux mondiaux de 2025
 (août 2025).
Navigation
Birmingham 2022 Karlsruhe 2029
Les épreuves de force athlétique des Jeux mondiaux de 2025 ont lieu du 14 au 17 août 2025 au Chengdu Tianfu Software Park situé à Chengdu en Chine.
Ce sera la première fois que sera présent la force athlétique sans équipement ("raw") à côté de sa version avec équipement, dit équipé (« équipped ») dans laquelle l'athlète a droit à l'utilisation d'un équipement de soutien pendant la compétition. Pour chaque discipline, il y a quatre catégorie de poids, quatre chez les hommes et quatre chez les femmes

## Organisation
Quatre catégories sont présentes pour cette édition :
- Poids légers : -66 kg chez les hommes, -52 kg chez les femmes
- Poids moyens : -83 kg chez les hommes, -63 kg chez les femmes
- Poids lourds : -105 kg chez les hommes, -76 kg chez les femmes
- Poids super-lourds : +120 kg chez les hommes, +84 kg chez les femmes

Chacune des huit catégories de poids IWGA contiendra douze athlètes chacune, le nombre total ne devant pas dépasser soixante-quatre athlètes (32 hommes et 32 femmes).
Les trois médaillés de chaque catégorie de poids aux Championnats du monde classique IPF Open 2024/Championnats du monde équipés IPF Open 2024 se qualifieront automatiquement pour les Jeux mondiaux de 2025, exception faite de limiter à deux concurrents d'une même nationalité.
Chaque fédération régionale recevra deux invitations : une pour les hommes et une pour les femmes, invitations attribuées lors de chacun des six championnats régionaux. LA chine, en tant que pays hôte, est assuré d'aligner quatre athlètes dans des catégories différentes, deux chez les femmes, deux chez les hommes.
Le reste des quotas (jusqu'à huit participants) est distribué selon l’ordre du classement par points des mondiaux respectifs.

## Médaillés
| Épreuves                       | Or             | Argent         | Bronze               |
| ------------------------------ | -------------- | -------------- | -------------------- |
| Hommes                         |                |                |                      |
| Classique - Poids légers       | Joseph Jordan  | Kyota Ushiyama | Clifton Pho          |
| Classique - Poids moyens       | Jurins Kengamu | Enahoro Asein  | Kjell Egil Bakkelund |
| Classique - Poids lourds       |                |                |                      |
| Classique - Poids super-lourds |                |                |                      |
|                                |                |                |                      |
| Équipé - Poids légers          |                |                |                      |
| Équipé - Poids moyens          |                |                |                      |
| Équipé - Poids lourds          |                |                |                      |
| Équipé - Poids super-lourds    |                |                |                      |
| Femmes                         |                |                |                      |
| Classique - Poids légers       | Tiffany Chapon | Megan-Li Smith | Evie Corrigan        |
| Classique - Poids moyens       | Alba Bostrom   | Sara Naldi     | Joy Chinonso Nnamani |
| Classique - Poids lourds       |                |                |                      |
| Classique - Poids super-lourds |                |                |                      |
|                                |                |                |                      |
| Équipé - Poids légers          |                |                |                      |
| Équipé - Poids moyens          |                |                |                      |
| Équipé - Poids lourds          |                |                |                      |
| Équipé - Poids super-lourds    |                |                |                      |

## Tableau des médailles
| Rang  | Nation | Or | Argent | Bronze | Total |
| ----- | ------ | -- | ------ | ------ | ----- |
| Total | Total  | -  | -      | -      | -     |